# 마원 (1948년)
마원(馬馼, 1948년 ~ )은 중화인민공화국의 여성 정치인이다. 현재 중국공산당 중앙기율검사위원회 부서기, 중화인민공화국 감찰부 부장 겸 국가부패예방국 국장이다.
허베이성 출신이다. 1968년에 내몽골 자치구에서 인민공사에서 일했다. 1972년 중국 공산당에 입당한 후, 1978년 난카이 대학 역사학과에 진학했다. 졸업 후 대학에 머물며, 대학 내의 공산당 조직의 간부를 맡았다. 1989년 국가계획생육위원회로 자리를 옮겨, 부사장과 기율감사위원회의 서기를 역임했다.
1995년에는 중국 공산당 중앙국가기관 공작위원회 소속의 기율감사위원회 서기로 자리를 옮겼으며, 중국공산당 중앙기율검사위원회 상무위원도 겸했다. 그리고 2004년 1월, 중국공산당 중앙기율검사위원회 부서기로 승진했다. 2007년 8월말부터 중화인민공화국 감찰부 주장도 겸하고 있다. 제17기 중국공산당 중앙위원회 위원이다.
| 전임 리즈룬 | 중화인민공화국 감찰부 부장 2007년 8월 ~ 2013년 3월 | 후임 황수셴 |